# 8395 Rembaut
A 8395 Rembaut (ideiglenes jelöléssel 1993 TQ23) a Naprendszer kisbolygóövében található aszteroida. Eric Walter Elst fedezte fel 1993. október 9-én.